# Drosanthemopsis
Drosanthemopsis é um género botânico pertencente à família Aizoaceae.